# Carl Larsson (fotograf)
Carl Larsson,  född 1866 i Stockholm, död 1947, var en svensk hovfotograf.
Larsson flyttade 1887 till Gävle och fick anställning som assisterande fotograf i Hjalmar Janssons ateljé. Carl Larsson öppnade sedan egen verksamhet 1893 och företaget ombildades 1930 under namnet Carl Larssons Fotografiska Atelier AB, Kungl. Hovfotograf. Han var aktiv fotograf fram till 1934. Verksamheten såldes 1960 av sonen Bertel till två anställda. 1995 såldes samlingen av ungefär en miljon glasplåtar och negativ till länsmuseet i Gävleborgs län.